# Riacho Pilagá
El Riacho Pilagá es un curso de agua nace en la laguna Salada o Pedrosa en la Provincia de Formosa, Argentina y vierte sus aguas al Río Paraguay. 
Tiene una extensión de 210 km. es meandroso, con rasgos de senectud y valles muy anchos. Sus principales aportes provienen de las precipitaciones.
En sus márgenes se desarrollan selvas en galería donde habitan las especies más representativas de la flora y fauna del Gran Chaco.
El riacho pasa por la Estación de Animales Silvestres Guaycolec y en su tramo final, antes de su desembocadura pasa por la localidad de Mojón de Fierro.

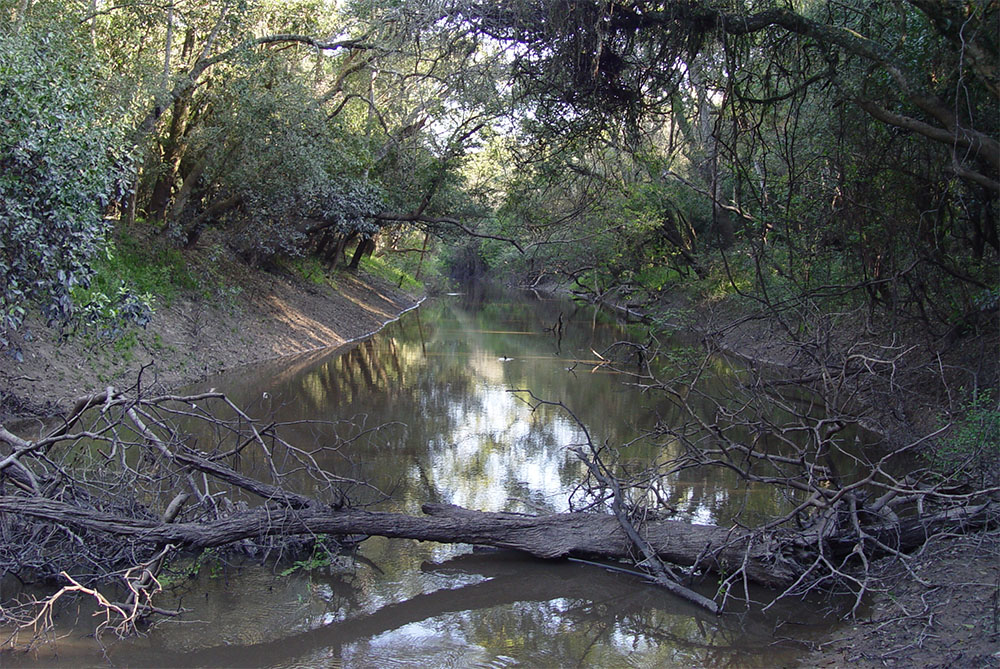
Riacho Pilagá

- Datos: Q16625280